# Sacré Moyen Âge
Sacré Moyen Âge (Terry Jones' Medieval Lives) est une série télévisée documentaire britannique, sortie en 2004. Elle fut diffusée en version française sur la chaîne Histoire en 2006. 

## Synopsis
La série est composée de huit épisodes de 30 minutes. Chaque épisode examine un personnage du Moyen Âge en tentant de séparer le mythe de la réalité.

## Fiche technique
- Titre original : Terry Jones' Medieval Lives
- Titre français : Sacré Moyen Âge
- Scénario : Terry Jones
- Pays d'origine : Royaume-Uni
- Format : Couleurs - Stéréo
- Genre : documentaire
- Durée : 8 x 30 minutes
- Date de sortie : 2004

## Liste des épisodes
- Le paysan
- Le moine
- La demoiselle
- Le ménestrel
- Le chevalier
- Le philosophe
- Le hors-la-loi
- Le roi